# Воропаев, Иван Данилович
Ива́н Дании́лович Воропа́ев (род. 21 февраля 1962) — советский и российский музыкант. Принимал участие в группах «Аквариум» и «Адо».
Также принимал непосредственное участие в группах «Выход», «Нате!», «Джазус Крест» и Чиж & Co. Выступал в первом проекте Натальи Марковой «Кухня Клауса» (1991).

## Биография
Родители Ивана Воропаева были скрипачами Мариинского театра, и, продолжая семейную традицию, Иван окончил спецшколу-десятилетку при Ленинградской Консерватории. Классом младше в этой же школе учились Александр Куссуль и Андрей Решетин. Уже в школьные годы Иван играет в школьном коллективе «Морской Верблюд». В этом же коллективе участвует и Вячеслав Егоров, в дальнейшем ставший звукооператором группы Аквариум с 1986 по 1989 г. По окончании школы поступает в Ленинградскую Консерваторию.
В 1983 году Сергей Курёхин для выступления в Доме Учёных собирал струнную группу. В этот коллектив вошли Всеволод Гаккель, Александр Куссуль, Иван Воропаев и двое скрипачей, имена которых не сохранились. После этого концерта Сергей Курёхин привёл Ивана на запись бонус трека «Контрданс» к альбому Аквариума «Акустика». Это стало первым участием Воропаева в творчестве группы.
В начале января 1984 года при выходе из кафе «Сайгон» Иван Воропаев был задержан сотрудниками внутренних дел по обвинению в хранении наркотиков. В его кармане была найдена щепотка травы, которая была расценена как наркотические средства. Он приговаривается к трем годам лишения свободы и освобождается только в начале 1987 года.
Свой первый концерт с Аквариумом Иван Воропаев отыграл случайно. Уже после освобождения, осенью 1987 года, он как друг Вячеслава Егорова попадает на концерт Аквариума, проходивший в Ленинградском Дворце молодёжи и по какой то необъяснимой причине оказывается не в зрительном зале, а на сцене с артистами. После этого Иван Воропаев прочно входит в состав группы и играет в ней до апреля 1989 года.
В 1988 году Иван Воропаев знакомится с московской группой «Адо» в которой начинает играть параллельно с работой в группе «Аквариум». Помощь Ивана была неоценима для неопытной тогда группы. При его участии группа выпустила свой первый профессиональный альбом.
В феврале 1989 года Воропаев покидает группу «Аквариум» из-за спонтанности своего характера, который несовместим с регулярной деятельностью группы. 5 и 6 апреля 1989 года Иван Воропаев отыгрывает свои последние концерты в составе «Аквариума» в ДК Связи.
Работа с группой «Адо» у Ивана Воропаева продолжалась с 1988 до лета 1991 года. В 1990 году он входил в постоянный состав группы. При его участии был записан альбом «Останови меня, ночь», который стал первым профессиональным альбомом группы.
В 1990 году Воропаев вновь попадает в тюрьму на несколько месяцев. Причины заключения были такие же, как и прежде. После выхода из тюрьмы музыкант принимает участие во многих проектах и даже несколько лет играет в Государственном симфоническом оркестре Санкт-Петербурга.
Начиная с 1998 года о музыканте не было достоверных данных, однако весной 2012 года Иван Воропаев вновь вышел на связь со своими друзьями и поклонниками, зарегистрировавшись в социальной сети «ВКонтакте».
Однако последняя запись на странице музыканта «ВКонтакте» от 2 января 2021 г. указывает на его нахождение в наркологической больнице.

## Творчество
Принимал участие в записи альбомов:
- Аквариум[4]
  - «Акустика» (1982)
  - «Равноденствие» (1987)
  - «Наша Жизнь с Точки Зрения Деревьев» (1987)
- Адо[5]
  - «Ночной суп» (1988—1989) Первый альбом группы, записанный в домашней студии.
  - «Останови меня, ночь» (1990)
  - «Золотые орехи» (1992)
- Проекты Святослава Задерия[6]
  - «Джазус Крест». Участвовал в записи одноимённого альбома 1991 года
  - «МАГНА МАТЕР»
    - «Филантроп» (1997)

  - Сольный альбом Святослава Задерия «В Рок-Н-Рольном Сите» (1997)
- Чиж & Co[7]
  - Чиж (1993)
- Выход[8]
  - «Выхода нет» (1993)